# En la línea de fuego. Stalingrado
En la línea de fuego. Stalingrado (Line of fire. Stalingrad en inglés) es un documental producido por Lara Lowe para Cromwell Productions en 2000. Fue escrito por Bob Carruthers. Paul Farrer compuso su música original. 
Incluido en la colección Grandes batallas de la historia en DVD, lleva por epígrafe: El principio del fin del dominio nazi sobre la Europa Oriental.

## Argumento
La batalla de Stalingrado supuso el principio del fin del dominio nazi sobre la Europa Oriental. El combate, que tuvo lugar en los últimos meses de 1942 y primeros de 1943, fue uno de los más duros de la Segunda Guerra Mundial. Convertida en ruinas a causa de los bombardeos, entre sus escombros se desarrolló una lucha sin cuartel entre los alemanes atacantes y los rusos defensores, combatiéndose por cada palmo de terreno, incluso en las cloacas de la devastada ciudad. Los 250.000 soldados de la Wehrmacht cercados en Stalingrado dejaron de recibir provisiones y un gran número de ellos pereció de hambre o de frío. Como último recurso sólo les quedó la rendición.

## Nota
1. ↑  Grandes batallas de la historia. Stalingrado (sic), Eagle Media & DiskoDVD Vision, 2009.

- Datos: Q5832066